# HTC Stuttgarter Kickers
Koordinaten: 48° 44′ 0,4″ N, 9° 10′ 6,2″ O
Der Hockey- und Tennisclub Stuttgarter Kickers ist mit 800 Mitgliedern einer der größten Hockeyvereine in Baden-Württemberg mit einer Tennisabteilung. Als weitere Sportarten werden Fitness und Golf angeboten. Die Anlage befindet sich auf den Bopseräckern in der Nähe Degerlochs und Hoffelds. Auf der Anlage befinden sich zwei Kunstrasenplätze, sechs Sandplätze (Tennis), eine Sporthalle sowie ein kleines Schwimmbecken und ein Kinderspielplatz.

## Geschichte
1913 wurde eine Hockey-Abteilung innerhalb der Stuttgarter Kickers durch sechs Hockeyenthusiasten in der Gaststätte „Charlottenhof“ gegründet.
1954 musste wegen des Baus des Fernsehturms der Spielbetrieb für 2 Jahre nach Bad Cannstatt verlagert werden. Vorsichtshalber gründen 12 Mitglieder der Hockeyabteilung den Hockey- und Tennis-Club Stuttgart e. V.
1957 wurde auf der außerordentlichen Mitgliederversammlung des Hauptvereins „SV Stuttgarter Kickers“ der Beschluss gefasst, dass der Hockey- und Tennisclub Stuttgart ein neues Sportgelände erwerben und sich in „Hockey- und Tennisclub Stuttgarter Kickers e. V., Stuttgart, gegr. 1913“ umbenennen darf. Im selben Jahr erfolgte der Eintrag ins Vereinsregister.
1961 wurde das neue Clubhaus eingeweiht, 1967 das Schwimmbad eröffnet. 1975 erfolgte die Einweihung einer eigenen Hockey- und Tennishalle und vier weiterer Tennisplätze. 1988 und 2001 wurden die beiden Kunstrasenplätze mit Flutlichtanlagen in Betrieb genommen.
2005 feierte der Verein zum ersten Mal die Deutsche Feldmeisterschaft. Die Anzahl der Mitglieder überschritt die 800er-Marke. 2006 gewann der Verein den Europapokal der Landesmeister im Feldhockey und wurde Deutscher Feldhockey-Vizemeister. Im selben Jahr wurde die Lacrosse-Abteilung gegründet.
Im April/Mai 2007 wurde der neue Kunstrasenplatz vor der Klubhaus-Terrasse eingeweiht.
Anfang 2008 stieg die 1. Herrenmannschaft aus der Hallen-Bundesliga ab, im Sommer 2008 folgte der Abstieg aus der reformierten Feld-Bundesliga. Anfang 2009 stieg die 1. Damenmannschaft in die Hallen-Bundesliga auf. Anfang 2010 stiegen die 1. Herrenmannschaft in die Hallen-Bundesliga auf. Die 1. Damen stiegen aus der Hallen-Bundesliga ab. Anfang 2013 stieg die 1. Herrenmannschaft aus der Hallen-Bundesliga ab.

## Erfolge
| Europapokalbilanz Herren Feld |                    |        |       |           |
| Jahr                          | Wettbewerb         | Niveau | Platz | Ort       |
| 1990                          | Cup Winners Cup    | 1      | 3     | Stuttgart |
| 2006                          | Club Champions Cup | 1      | 1     | Cannock   |

- Deutscher Feldhockey-Meister 2005
- Deutscher Feldhockey-Vizemeister 1976, 1977, 1986, 2006
- Deutscher Hallenhockey-Vizemeister A-Junioren 2012[2]
- Europapokalsieger der Landesmeister 2006
- Deutscher Feldhockey-Meister WJA 2013

## Bekannte Sportlerinnen
- Bärbel Aichinger (51 Länderspiele für Deutschland von 1960–1971)
- Christa Beckmann (3 Länderspiele für Deutschland von 1958–1959)
- Birgit Beyer (später zu RW Köln gewechselt, 83 Länderspiele für Deutschland von 1993 bis 2002)
- Carola Boomes (70 Länderspiele für Deutschland von 1985 bis 1989)
- Viola Grahl (40 Länderspiele für Deutschland von 1987 bis 1990)
- Franziska Hentschel (später zu SC Frankfurt 1880 gewechselt, 168 Länderspiele für Deutschland von 1989–2002)
- Hella Roth (später zu BW Köln gewechselt, 83 Länderspiele für Deutschland von 1982–1987)
- Dorothee Zimek (3 Länderspiele für Deutschland von 1963–1964)

## Bekannte Sportler
- Utz Aichinger (59 Länderspiele für Deutschland von 1960–1969)
- Harald Brandenstein (26 Länderspiele für Deutschland von 1987–1992)
- Björn Emmerling (256 Länderspiele für Deutschland von 1996 bis 2006)
- Nicolas Emmerling (70 Länderspiele für Deutschland von 2001 bis 2008)
- Falk Heßler (wechselte von Empor Lindenau Leipzig, 21 Länderspiele für die DDR)
- Tim Jessulat (46 Länderspiele für Deutschland) Stand 8. Januar 2013
- Dirk Löhle (5 Länderspiele für Deutschland 1998)
- Niklas Meinert (137 Länderspiele für Deutschland 2003 bis 2008)
- Volker Merz (1 Länderspiel für Deutschland 1953)
- Sascha Reinelt (233 Länderspiele für Deutschland 1996 bis 2005)
- Volker Vestewig (11 Länderspiele für Deutschland von 1976–1979)
- Stefan Wagner (5 Länderspiele für Deutschland 2004, Karriere aus gesundheitlichen Gründen bereits beendet)

Weiterhin Christian Arnold (Schweiz), Mathias Bleyle (Österreich), Lochlan Elmer (Australien), Santiago Ferrán (Spanien), Thierry Grandchamp (Schweiz), Manfred Fleischhacker (Österreich), Hari Kant (Kanada), Peter Proksch (Österreich), Dhanraj Pillay (Indien), Pedro Rotbarth (Argentinien), Jagbir Singh (Indien).
Der Verein ist bekannt für seine vorbildliche Jugendarbeit, die 2005 mit dem Preis „Im Visier der Region 2005“ durch das Forum Region Stuttgart auszeichnet wurde. Weiterhin ging der LSV-Preis „Trainer des Jahres 2005“ an den damaligen Chefcoach Thomas Dauner.

### Weitere Sportarten
- Tennis: Der Verein verfügt über einen Trainerstab und sechs Sandplätze. Insgesamt spielen 10 aktive und 6 Jugendteams.
- Fitness: Zusammen mit Partnern bietet der HTC ein Fitness-Programm
- Golf

## Stadion
Feld: Breuninger Hockeypark an der „Hohe Eiche“